# One Trick Pony
«One Trick Pony» — американский драматический фильм по сценарию Пола Саймона и с его участием. Одновременно опубликован одноимённый музыкальный альбом. Нельзя смешивать фильм и альбом, потому что их песни немного различаются, а в фильме звучит больше песен, чем на альбоме.

## Сюжет
Герой фильма — Иона Левин, некогда популярный рок-музыкант, который вот уже десять лет незаметен на эстраде. Он выступает в провинциальных клубах на разогреве. Пытаясь записать новый альбом, он наталкивается на множество препятствий. Здесь и бездарный, но очень техничный продюсер, который старается аранжировать слащавые популярные темы; и бездушная музыкальная компания, которая гонится только за торговым успехом.
Музыкальные неудачи приводят к семейной драме: Иона стоит на грани развода, отдаляется от своего сына, не может найти работу, чтобы материально обеспечить свою семью.
Бытовало мнение, что этот кинофильм автобиографичен и приоткрывает окошко в личную и профессиональную жизнь Пола Саймона. Директор музыкальной компании Уолтер Фокс — это персонаж, черты которого напоминают Уолтера Етникова, президента CBS Records. Именно для CBS Пол Саймон записывался в семидесятые годы, прежде чем уйти к Братьям Уорнер.
Интересно, что в фильме последний раз выступает изначальный состав группы The Lovin' Spoonful. Они участвуют в телевизионном эстрадном концерте.
Песня «Late in the Evening», прозвучавшая в этом кинофильме, заняла шестое место в списке Billboard Hot 100.
Долгие годы кинофильм распространялся только на видеокассетах, но в 2009 году он появился в формате DVD и теперь доступен в торрент-сетях.

## Оценки
| Агрегатор      | Оценка |
| -------------- | ------ |
| IMDb           | 6.1/10 |
| rogerebert.com | 3.5/5  |

## В ролях

### Артисты
- Пол Саймон — Иона Левин, художественный руководитель группы
- Блэр Браун — Мэрион, его жена
- Рип Торн — Уолтер Фокс, глава музыкальной компании
- Джоан Хакетт — Лонни Фокс, его жена
- Аллен Гэрфилд — Кэл ван Дамп, глава радиостанции
- Мэр Уиннингэм — Модина Дэнбридж, официантка
- Майкл Перлмэн — Мэтти Левин, сын Ионы
- Лу Рид — Стив Кунелян, музыкальный продюсер
- Стив Гэдд — Дэнни Даггин, участник группы
- Эрик Гейл — Ли-Эндрю Паркер, участник группы
- Тони Левин — Джон ДиБатиста, участник группы
- Ричард Ти — Клэренс Франклин, участник группы
- Гарри Ширер — Берни Вепнер, музыкальный агент
- Дэниел Стерн — кришнаит

### Музыканты
- Сэм и Дейв
- The Lovin’ Spoonful
- Tiny Tim
- The B-52s
- Гленн Скарпелли